# Károly Dietz
Károly Dietz (Sopron, 21 de juliol de 1885 - Budapest, 9 de juliol de 1969) fou un futbolista hongarès de la dècada de 1910 i posteriorment entrenador.
Destacà com a entrenador, juntament amb Alfréd Schaffer, de la selecció hongaresa, que finalitzà segona, al Mundial de 1938. Com a futbolista havia jugat als clubs Magyar AC i Műegyetemi AFC.